# CAC/PAC JF-17 Thunder
Joint Fighter-17 (JF-17) Thunder (tiếng Urdu: جے ایف-١٧ تھنڈر, jay thundr) cũng còn được gọi với tên Fighter China-1 (FC-1) Kiêu Long (枭龙) ở Trung Quốc, là một máy bay tiêm kích đa vai trò một chỗ ngồi, được phát triển bởi Trung Quốc và Pakistan. Hai chiếc đầu tiên đã được chuyển giao cho Không quân Pakistan vào 12 tháng 3 năm 2007. JF-17/FC-1 được thiết kế như một máy bay có chi phí thấp mà vẫn có thể đáp ứng được nhu cầu chiến thuật và chiến lược của Không quân Pakistan.

## Phát triển
JF-17 được chế tạo bởi Tập đoàn Công nghiệp Máy bay Thành Đô (Chengdu Aircraft Industry Group - CAC) của Trung Quốc và Khu liên hợp hàng không Pakistan (Pakistan Aeronautical Complex - PAC) của Pakistan. FC-1/JF-17 là một mẫu máy bay một động cơ của Trung Quốc bắt nguồn từ các mẫu thử nghiệm MiG-29 của Liên Xô (các mẫu thử nghiệm bị hủy bỏ bởi không quân Liên Xô/Nga vào năm 1979). FC-1/JF-17 xuất phát từ dự án "Super 7", và không phải từ Project 33 (không nhầm lẫn với MiG-33) hay dự án bị hủy bỏ là Chengdu J-9. Nhưng khi đưa vào hoạt động trong PLAAF nó có thể sẽ được gọi tên là J-9.
Người ta hy vọng dự án trị giá 500 triệu USD, được Trung Quốc và Pakistan đóng góp (mỗi bên một nửa giá trị), sẽ sản xuất ra các máy bay có giá thành thấp khoảng 15-20 triệu USD. Dự án phát triển JF-17 Thunder đã được hoàn thành sớm trước thời hạn 4 năm. Pakistan đã công bố kế hoạch mua 150 chiếc, nhưng kế hoạch này có thể dễ dàng nâng số máy bay lên con số 300. JF-17 sẽ thay thế những chiếc Chengdu F-7 (phiên bản Trung Quốc của MiG-21), Nanchang A-5 (Q-5) và Mirage III/V đang hoạt động hiện này trong Không quân Pakistan. Các quốc gia khác cũng đã biểu thị sự quan tâm đến việc mua JF-17 là Azerbaijan, Ai Cập, Malaysia, Bangladesh, Nigeria, Myanma, Zimbabwe, Liban và Maroc.

## Lịch sử
Vào năm 1986, Trung Quốc đã ký một thỏa thuận với Grumman để phát triển một sự nâng cấp cho J-7 được biết đến như "Saber II", một sự thay thế cho phiên bản nâng cấp "Super 7" bị bỏ rơi của J-7. Chương trình đã hủy bỏ vào năm 1990, chủ yếu vì mối quan hệ trở nên xấu đi với Hoa Kỳ sau Sự kiện Thiên An Môn 1989. Tuy nhiên, CAC vẫn tiếp tục duy trì chương trình bằng việc cung cấp nguồn vốn hạn chế cho chương trình từ ngân sách của mình.
Sau khi lệnh trừng phạt của Mỹ áp dụng đối với Pakistan vào năm 1990, Pakistan cũng bắt đầu quan tâm đến dự án này.
Nguyên mẫu đầu tiên được thử nghiệm độ ổn định vào ngày 31 tháng 5 năm 2003, cuộc thử nghiệm chay trên mặt đất đầu tiên của nó được thực hiện vào ngày 1 tháng 8, và chuyến bay đầu tiên thực hiện vào ngày 25 tháng 8 cùng năm. Nguyên mẫu số 03 thực hiện chuyến bay đầu tiên vào tháng 4 năm 2004. Vào 28 tháng 4 năm 2006, nguyên mẫu số 04 thực hiện chuyến bay đầu tiên với hệ thống điện tử hàng không hoạt động đầy đủ chức năng.
Việc sản xuất hàng loạt bắt đầu vào tháng 6 năm 2006, và chiếc đầu tiên trong đợt 16 chiếc đang sản xuất đã được thử nghiệm vào năm 2007. Việc sản xuất hàng loạt trong giai đoạn 2007-2008 sẽ chế tạo được từ 10-15 máy bay mỗi năm, và từ năm 2009+ sẽ nâng lên 25-30 máy bay mỗi năm.
Tổng thống Pakistan Pervez Musharraf đã công khai tuyên bố trong Ngày quốc khánh Pakistan (14 tháng 8 năm 2006) rằng JF-17 sẽ bay trên bầu trời Pakistan vào 23 tháng 3 năm 2007. 2 chiếc JF-17 đầu tiên đã được chuyển giao cho Không quân Pakistan vào 12 tháng 3 năm 2007, trong khi số còn lại gồm 8 chiếc sẽ được chuyển giao vào cùng năm. Máy bay JF-17 Thunder xuất hiện trước công chúng lần đầu tiên ở Islamabad, ngày 23 tháng 3 năm 2007 trong một cuộc biểu diễn bay tại Ngày duyệt binh quân chủng hợp nhất Pakistan ở Islamabad.
Ngày 31 tháng 3-2007, tham mưu trưởng Không quân Pakistan, tướng Tanvir Mahmood Ahmed nói: "PAF sẽ đưa vào sử dụng phi đội máy bay tiêm kích-ném bom công nghệ cao thế hệ thứ tư và thế hệ thứ năm với mục tiêu hiện đại hóa lực lượng không quân quốc gia mà bao gồm cả việc đưa vào sử dụng từ 10 đến 12 phi đội máy bay JF-17 Thunder". Tướng Tanvir Mahmood Ahmed cũng nói, trong năm nay, hơn 6 chiếc JF-17 sẽ được nhập về từ Trung Quốc, và vào năm 2008 việc sản xuất hàng loạt máy bay sẽ được bắt đầu tại Pakistan Aeronautical Complex Kamra, Pakistan. Tư lệnh PAF cũng nói, 15 máy bay sẽ được sản xuất vào năm 2008, trong khi 20 chiếc khác sẽ được sản xuất vào năm sau với mục đích đạt năng suất của nhà máy sản xuất từ 25 đến 30 máy bay một năm, đồng thời tướng Tanvir Mahmood Ahmed cũng gợi ý rằng PAF đã đặt ra mục tiêu trang bị 250 chiếc JF-17 Thunder.
Cựu thủ tướng Pakistan là Shaukat Aziz trong một cuộc họp báo gần đây ở Islamabad, Pakistan sau chuyến thăm Trung Quốc, đã gọi dự án JF-17 là "Chương trình kiêu hãnh của Pakistan và là ví dụ duy nhất của sự hợp tác và tình bạn giữa hai quốc gia". Ông ta cũng nói rằng việc sản xuất hàng loạt máy bay JF-17 Thunder sẽ nhanh chóng bắt đầu vào năm sau và Pakistan muốn bán máy bay JF-17 thế hệ thứ 4 đa vai trò cho những quốc gia quan tâm. Cựu thủ tướng Pakistan này cũng xác nhận máy bay JF-17 Thunder đã hoàn thành 500 lần bay xuất kích.

## Thiết kế các bộ phận
Quan sát tình trạng phát triển của công việc, nguyên mẫu phiên bản thứ 4th của máy bay phản lực chiến đấu JF-17 Thunder đã thực hiện thành công chuyến bay đầu tiên ở Thành Đô, Trung Quốc, vào thứ 4 ngày 10 tháng 3 năm 2006. Nguyên mẫu thứ tư của JF-17 được định hình như một máy bay tiêm kích-ném bom đã vai trò và có khả năng mang được các vũ khí không đối không và không đối đất. Máy bay chiến đấu này được trang bị với các hệ thống vũ khí và các thiết bị điện tử hiện đại. Pakistan nhận được 2 máy bay đầu tiên vào ngày 23 tháng 3 năm 2007, và Pakistan Aeronautical Complex tại Kamra sẽ bắt đầu sản xuất JF-17 vào năm 2008. Còn Trung Quốc đã bắt đầu việc sản xuất chính thức vào tháng 6 năm 2007.
Nguyên mẫu phiên bản thứ 4th được thiết kế bắt chước kiểu dáng đầu hút không khí (DSIs) của F-35 nhưng có sửa đổi một số điểm là làm giảm sự trệch hướng luồng không khí siêu âm đầu vào, đây là đặc tính đáng chú ý nhất; theo hãng Lockheed Martin, DSIs giấu được đầu lấy không khí trên máy bay nhiều hơn những đầu lấy không khí trên các máy bay thông thường khác, và DSIs cũng làm lệch luồng không khí hỗn loạn ở lớp ranh giới ra khỏi lối vào động cơ
Tại Triển lãm hàng không lần thứ 6 tại Châu Hải, Trung Quốc, một mô hình bản sao Đơn vị huấn luyện thiết bị (UTD) như thật của JF-17 đã được triển lãm công khai, và hãng sản xuất máy bay cùng với những nhà sản xuất khác về vũ khí máy bay, đã cung cấp nhiều thông tin chi tiết hơn về dự án:

## Hệ thống điện tử hàng không
Nguyên mẫu thứ 4th bao gồm những thiết bị điện tử hàng không tiên tiến nổi bật như:

#### Buồng lái

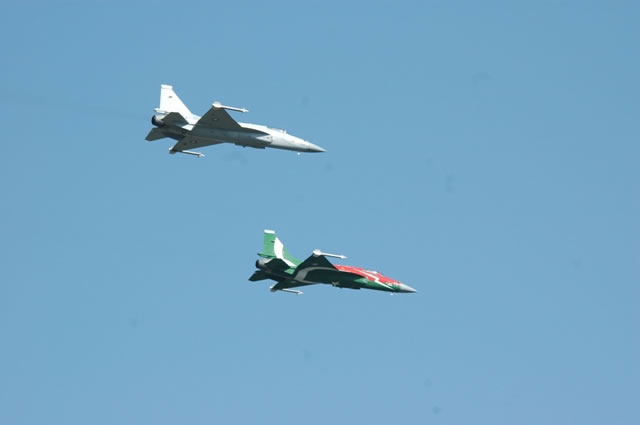
JF-17 Thunder.

- Hệ thống EFIS hiện đại của máy bay thế hệ 4.5th với màn hình hiển thị buồng lái tương thích với hệ thống của Phương Tây như những thiết bị được chế tạo bởi Rockwell Collins và Honeywell.
  - Kênh dữ liệu hiện thời MIL-STD-1553B có thể sẵn sàng được thay thế bởi kênh dữ liệu sợi quang học MIL-STD-1773 tùy vào nhu cầu khách hàng.
  - Bảng điều khiển gồm có 3 màn hình hiển thị đa chức năng.
  - Mọi thông tin được xử lý và hiển thị trên bảng điều khiển.
  - Chức năng của mỗi màn hình có thể trao đổi được.
  - Độ sáng và tương phản có thể được điều khiển tự động hoặc bằng tay.
  - Những màn hình hiển thị cũng có thể được điều chỉnh lại để tương thích với kính nhìn ban đêm.
  - Mỗi màn hình có thể được tái định dạng riêng lẻ.
  - HUD là một hệ thống tiên tiến được phát triển bởi Pakistan Aeronautical Complex (PAC).
  - Các hình ảnh/thông tin có thể hiển thị cùng lúc.
  - Vào giữa năm 2007, Đài truyền hình trung ương Trung Quốc CCTV-7 đã đưa ra thông tin gần đây nhất về EFIS của JF-17, với hầu hết các dụng cụ chỉ thị truyền thống đã bị loại bỏ:
    - EFIS của JF-17 gồm có 3 màn hình màu hiển thị đa chức năng (MFD) với khuôn hình chữ nhật lớn, các màn hình ở dạng tinh thể lỏng (LCD). Một MFD ở giữa thấp hơn so với hai MFD ở bên cạnh. Không giống như đa số MFD với bề rộng lớn hơn nhiều so với chiều cao, mọi MFD trên JF-17 có thể quay được 90°. Một màn hình bản đồ chuyển động số tiếng Trung Quốc được hiển thị trên MFD. Tuy nhiên, các ngôn ngữ khác cũng sẵn có.
    - Có một bảng điều khiển trực tiếp đơn sắc phía trước (UFCP) phía dưới HUD, và phía trên MFD ở giữa. Những nút điều khiển được sắp đặt ở bên trái và bên phải của UFCP, trong khi có 3 dòng hiển thị tương tự như máy tính khoa học dân dụng dùng tay trong trung tâm, cung cấp thông tin như ngày tháng trong tiếng Anh. Có vẻ như màn hình hiển thị của UFCP chỉ có thể hiện thị thông tin bằng tiếng Anh.

  - Mọi HUD và thiết bị hiển thị bên dưới đều tương thích với tiêu chuẩn targeting pod quang-điện tử có thể mang được bên ngoài.
- Hệ thống điều khiển HOTAS.
- Hệ thống điện tử hàng không thông minh.
  - Hệ thống điện tử số và hợp nhất hoàn toàn.
  - Cấu trúc phân tán với kiến trúc mở.
    - Hai kênh STD-MTL-1553B độc lập nối mọi thiết bị nhưng có thể trao đổi (sao lưu lẫn nhau), cộng với hai máy tính quản lý mạnh (cũng có thể sao lưu lẫn nhau).
    - Mỗ máy tính quản lý một kênh dữ liệu.
    - Ghế ngồi của phi công nghiêng nhiều hơn tiêu chuẩn 13/14 độ.[cần dẫn nguồn]

#### Radar
Một vài mẫu radar đã được thử nghiệm trên những nguyên mẫu của JF-17, những loại radar đó bao gồm:
- Radar Elta EL/M-2032 của Israel: 2 chiếc đã được chuyển giao cho Trung Quốc trước khi những hợp đồng phải hủy bỏ trước lệnh cấm vận của Hoa Kỳ. Ít nhất một chiếc đã được lắp đặt trên nguyên mẫu đầu tiên để thử nghiệm và đánh giá. Có những báo cáo không được xác nhận rằng ít nhất đã có một chiếc radar bị hỏng khi một nguyên mẫu gặp tai nạn.
- Radar Phazotron Super Komar của Nga: Đây là một sự phát triển của radar Komar (Gnat) được phía Nga đề xuất nâng cấp từ radar của Nanchang Q-5 và Chengdu J-7. Bản thân Komar (Gnat) là một phát triển từ radar Phazotron Kopyo (Spear) được đề xuất trang bị trên MiG-21-93/98, với hệ thống điện tử học hiện đại để giảm bớt hơn 1/3 trọng lượng radar, từ bản chính là 125 kg của Kopyo (Spear) xuống còn có 80 kg. Super Komar có dải quét tăng lên đến +/- 60° so với +/- 40°Của Kopyo (Spear), tất cả phần còn lại của các tham số hiệu suất của Komar (Gnat) được giữ lại giống như của Kopyo (Spear). Radar Super Komar đã cải tiến năng lực lớn hơn so với Komar (Gnat), Super Komar có khả năng đồng thời theo dõi 10 mục tiêu và tấn công 4 mục tiêu, so với radar Komar (Gnat) và Kopyo (Spear) chỉ theo dõi đồng thời 8 mục tiêu và tấn công 2 mục tiêu. Tuy nhiên, sau các cuộc thử nghiệm không thành công, loại radar này đã bị loại bỏ bởi cả Trung Quốc và Pakistan, vì tầm theo dõi/giao chiến là 60/40 km của Super Komar quá ngắn, và đây cũng là lý do vì sao không có nhiều đơn đặt hàng mua loại radar này được thực hiện.
- Radar FIAR Grifo-S7 của Ý: Không giống như Super Komar của Nga, radar của Italy thiếu khả năng theo dõi và giao chiến nhiều mục tiêu thông qua các tên lửa không đối không radar bán chủ động. Tuy nhiên, nó có thể theo dõi nhiều mục tiêu (lên tới 8 mục tiêu) và sử dụng tên lửa không đối không radar bán chủ động để tấn công các mục tiêu đơn, khi sử dụng tên lửa không đối không radar chủ động thì nó có thể tấn công đồng thời 2 mục tiêu. Trọng lượng của radar là 110 kg và rãnh mạng antenna hai chiều. Loại radar của Italy có MTBF cao hơn so với radar của Nga, lên đến 220 giờ. Hơn nữa radar và hệ thống điện tử được sản xuất/lắp ráp ở Kamra của Pakistan Aeronautical Complex đạt tiêu chuẩn ISO-9002, PAC đã có nhiều kinh nghiệm trong việc sản xuất theo giấy phép radar FIAR Grifo của Italy cho F-7MP/P/PG, và radar của Italy có lợi thế qua các đối thủ của nó với những giấy phép sản xuất/lắp ráp đã được thực hiện từ trước đó. Radar của Italy nổi lên như một người thắng cuộc trong cuộc cạnh tranh với radar Blue Hawk của Anh và RC-400 của Pháp, và có thông báo loại radar FIAR Grifo-S7 đã được trang bị trên những chiếc JF-17 trong biên chế của Pakistan.
- Radar GEC-Marconi Blue Hawk của Anh: đây là một radar được phát triển từ radar GEC-Marconi Blue Vixen trên loại máy bay BAE Sea Harrier, với MTBF trên 200 giờ. Loại radar này thiếu tính tương thích với những tên lửa không đối không radar bán chủ động, và đây là một trong các lý do mà phía Pakistan dựa vào để loại bỏ Blue Hawk của Anh, nhưng khả năng này có thể được chỉnh sửa phù hợp với yếu cầu của khách hàng. Loại radar này nặng 104 kg và hợp nhất với một rãnh mạng ăng-ten hai chiều. Radar của Anh vẫn là một ứng cử viên tiềm tàng cho các phiên bản xuất khẩu của JF-17, khi các khách hàng có yêu cầu trang bị radar giá rẻ hơn Grifo-S7 của Italy, và Pakistan Aeronautical Complex có thể sẵn sàng hợp nhất radar này với JF-17 với những yêu cầu của khách hàng.
- Radar Thomson-CSF RC-400 của Pháp: đây là một radar được phát triển từ loại radar Thomson-CSF RDY trên Dassault Mirage 2000, với công suất đỉnh và phạm vi hoạt động cực đại bị giảm bớt do kích thước và trọng lượng bị cắt giảm. Giống như radar GEC-Marconi Blue Hawk của Anh, loại radar này cũng bị Pakistan loại bỏ do thiếu tính tương thích với tên lửa không đối không radar bán chủ động, nhưng Thomson-CSF đã tuyên bố khả năng hợp nhất có thể thực hiện được tùy thuộc vào yêu cầu của khách hàng. Lý do khác mà Pakistan loại bỏ radar này là thay vì được chế tạo với tiêu chuẩn MIL-STD-1553 của Hoa Kỳ, radar này đã được chế tạo với tiêu chuẩn DIGIBUS của Pháp, vì vậy công việc phụ phải thực hiện là làm cho radar này tương thích với tiêu chuẩn MIL-STD-1553, do đó chi phí sẽ tăng lên. Tuy nhiên, với các khách hàng tiềm năng đã quen với các trang bị của Pháp, loại radar này là một sự lựa chọn lôgic vì dù giá thành ban đầu cho việc cài đặt có tăng, nhưng chi phí hoạt động chung lại giảm khi radar này thích hợp với mọi trang bị của Pháp trong trang bị của các quốc gia đó. Và với lý do này, RC-400 cũng là một ứng cử viên tiềm năng cho những phiên bản xuất khẩu của JF-17 cho những khách hàng tương lai trang bị các hệ thống của Pháp. Pakistan Aeronautical Complex có khả năng thực hiện chuyển đổi cài đặt và cung cấp các hỗ trợ khác cho khách hàng nếu radar này được lựa chọn.
- JF-17 được xác nhận có một loại radar của Trung Quốc chưa biết tên gọi đã được đề xuất cho phiên bản sản xuất của JF-17, và đề xuất của Trung Quốc có một số lợi thế so với loại radar của Italy, như tính tương thích cao với hệ thống vũ khí của Trung Quốc. Radar này có khả năng ECCM mạnh mẽ và các kiểu phức tạp, như A2A (cả BVR & đóng), không đối đất, không đối biển, quét địa hình,... Kiểu quét địa hình không phải là một tiêu chuẩn, nhưng có thể bổ sung với chọn lựa của khách hàng bằng việc hợp nhất một thiết bị bên ngoài như thiết bị dẫn đường và chỉ thị mục tiêu Blue Sky, hoặc một sự lựa chọn khác là một sự mở rộng nâng cấp loại radar này. Nó có thể đồng thời nhận diện 40+ mục tiêu, theo dõi đồng thời 10 mục tiêu và tấn công 2 mục tiêu riêng biệt bằng tên lửa BVR radar bán chủ động. Hoặc hai tên lửa có thể được nhắm vào một mục tiêu để nâng cao xác suất tiêu diệt. Khi các tên lửa không đối không radar chủ động được sử dụng, số mục tiêu có thể tiêu diệt đồng thời nâng lên 4 mục tiêu. Phạm vi dò tìm cho mục tiêu trên không tiêu biểu có diện tích phản xạ radar 3 m² là 125+ km; với mục tiêu ở phía dưới máy bay là 45+ km; mục tiêu trên biển là 250+ km. Khi tấn công các mục tiêu trên mặt đất, radar của Trung Quốc có thể khóa các mục tiêu phương tiện xe cộ giống như các loại radar của Mỹ, thay vì chỉ có khả năng khóa một nhóm lớn các phương tiện vận tải giống như radar Phazotron Kopyo (Spear) của Nga trên MiG-21-93. Nó có thể dễ dàng truy nhập các đơn vị đường dẫn dữ liệu thay thế với hệ thống điện tử bán dẫn số hóa hoàn toàn và các chức năng thử nghiệm trang bị sẵn. Nhiều chỗ cho sự cải tiến hợp nhất trong thiết kế hiện nay như rãnh mạng plannar, có thể được thay thế bởi một dạng bị động mạng pha. Bộ xử lý số lập trình lại được với thiết kế kiến trúc mở. Tùy chọn để hợp nhất với IFF. Hệ thống quang-điện tử bên trong không phải là một tiêu chuẩn cho JF-17, nhưng radar có thể tích hợp với chúng nhanh chóng nếu khách hàng yêu cầu.

#### Tầm nhìn hiển thị trên mũ phi công (HMS)
Dù việc lắp đặt thiết bị hiển thị trên mũ cho JF-17 còn đang được xác định, nhưng HMS có lẽ sẽ trở thành một tiêu chuẩn trên JF-17. JF-17 thích hợp với một tầm hoạt động lớn của HMS, và HMS trên JF-17 chắc chắn sẽ bằng hoặc tốt hơn HMS trang bị cho J-7E/F-7PG, lần đầu tiên xuất hiện trong một triển lãm hàng không năm 2002 và những cuộc triển lãm phòng thủ/điện tử học như CIDEX đã từng được diễn ra tại Trung Quốc. Theo một nhân viên cao cấp từ hãng phát triển và các quảng cáo của hãng phát triển trong cuộc triển lãm năm 2002, HMS được lắp đặt cho J-7E/F-7PG tốt hơn so với HMS mới nhất của Nga trên thị trường xuất khẩu; với HMS của Trung Quốc, nó đã được thiết kế đặc biệt để cải tiến việc sử dụng các hệ thống của Nga, và nó còn tốt hơn các HMS của Nga bao gồm ASP-AVD-21, Shchel series, Sura series trong một số lĩnh vực như:
- Khi so sánh với tiêu chuẩn gốc ASP-PVD-21 HMS của Nga trên MiG-29 và gia đình Flanker, phạm vi tầm nhìn của HMS Trung Quốc cho J-7E/F-7PG là +/- 90°, lớn hơn +/- 8° so với ASP-PVD-21 HMS của Nga.
- So sánh với HMS gần đây nhất của Nga với tầm nhìn là +/- 60°, HMS của Trung Quốc cho J-7E/F-7PG có tầm nhìn lớn hơn nhiều ở +/- 90°.
- Việc nâng cao thiết kế HMS gần đây của Nga để thay thế cho ASP-PVD-21 HMS trên MiG-29 và gia đình Flanker chỉ là +/- 40°, trong khi với HMS cho J-7E/F-7PG đã là +/- 45°.
- HMS của Trung Quốc cho J-7E/F-7PG có độ tin cậy cao hơn so với HMS của Nga.
- HMS của Trung Quốc cho J-7E/F-7PG dễ sử dụng và giá rẻ hơn đối với các nhà sản xuất so với HMS của Nga.

Dù HMS Trung Quốc cho J-7E/F-7PG đã có nhiều lợi thế so với HMS phát triển gần đây của Nga, nó có thể vẫn không phải là kiểu HMS cuối cùng sẽ được chọn cho JF-17, vì ngay cả khi HMS Trung Quốc cho J-7E/F-7PG được tiết lộ vào năm 2002, các hãng sản xuất của Trung Quốc như Viện 613 đã bắt đầu phát triển một HMS mới để thay thế cho HMS trên J-7E/F-7PG. Ba hãng sản xuất chính của Trung Quốc là XBOE, Viện 613 và Trung tâm phát triển công nghệ mạ Lạc Dương, đã phát triển một hệ thống HMS đa dạng với những cải tiến bao gồm: tương thích với các trang bị và những nguồn năng lượng đi kèm vì thế mà hệ thống kính nhìn đêm và HMS có thể hoán đổi nhau, mà không cần thiết phải thay thế toàn bộ hệ thống. Trọng lượng được giảm hơn nữa so với HMS của J-7E/F-7PG nặng 200 g, trong khi hiệu suất lại lớn hơn (chủ yếu là trong góc nhìn). Trong khi không thể xác nhận được những tuyên bố từ những nguồn khác nhau về HMS tiên tiến của Trung Quốc lắp trên Chengdu J-10 được phát triển từ HMS trên J-7E/F-7PG sẽ được lựa chọn cho JF-17, chiếc máy bay này chắc chắn sẽ thích hợp với HMS của Trung Quốc lắp đặt trên Chengdu J-10.

#### Chiến tranh điện tử
JF-17 có mọi hệ thống chiến tranh điện tử tiêu chuẩn, như radar cảnh báo, hệ thống cảnh báo tên lửa,...
- Máy tính có thể lưu trữ hơn 500 tín hiệu radar hiện hữu cho việc nhận dạng, trong một phạm vi gấp 5 lần F-7MP/P, và thực tế đã có kho lưu trữ hơn 250 tín hiệu radar mô hình.
- Hệ thống cánh báo tên lửa tiếp cận với tầm quét 360°, dò tìm cả dải tia hồng ngoại và tia tử ngoại.
  - Rất nhạy cảm với những tên lửa đốt nhiên liệu lần hai.
  - Phạm vi dò tìm là 60+ km.
  - Một cảm biến dò tìm lắp ở đuôi và hai cái ở trước.
  - Hơn nữa, nó có thể cung cấp một khả năng theo dõi nhất định và định vị tên lửa tiếp cận.
- BM/KG300G Thiết bị bảo vệ.
- KZ900 Thiết bị trinh sát điện tử.
- Blue Sky navigation pod: Thiết bị dẫn đường và tấn công ở độ cao thấp
- FILAT Thiết bị hồng ngoại laser phía trước tấn công mục tiêu
- Các thiết bị chỉ điểm mục tiêu khác.

#### Truyền thông tin
JF-17 có hai radio truyền tin, một chiếc có khả năng liên kết dữ liệu để trao đổi dữ liệu từ một trung tâm điều khiển mặt đất hoặc một AWACS/AEW.
Thiết kế mô-đun bán dẫn của hệ thống điện tử hàng không được lắp đặt trong máy bay cho phép liên kết dữ liệu tới vũ khí không đối đất được điều khiển chính xác. Như vậy loại trừ được nhu cầu mang những thiết bị liên kết dữ liệu bên ngoài thường phổ biến như các hệ thống của Nga và Mỹ hiện nay, nhưng điều này chỉ ứng dụng vào radar hoặc các tên lửa không đối đất dẫn đường bằng GPS, bởi vì với vũ khí diều khiển bằng vô tuyến, tia hồng ngoại, hoặc laser, do máy bay thiếu hệ thống điều khiển vũ khí và mục tiêu quang điện tử gắn sẵn, vì vậy một thiết bị mục tiêu quang điện tử gắn ngoài phải được mang như thiết bị dẫn đường Blue Sky do Trung Quốc chế tạo.

### Động cơ
Động cơ hiện này của JF-17 là động cơ RD-93 của Nga. Hiện tượng phát nhiệt đã được giảm bớt một cách đáng kể, nhưng vẫn đề xả khói vẫn chưa khắc phục được. Tuy nhiên, làm sao mà động cơ RD-93 lại có thể gây được ấn tượng, và thậm chí xem xét mọi lo ngại, gia tốc và sự nhanh nhẹn là câu trả lời nó có thể đạt được đối với những sự mong đợi. Theo các phi công thử nghiệm, động cơ hoạt động ngay tức thời với các mệnh lệnh của phi công. Đây là một sự so sánh giữa RD-93 và WS-13 của Trung Quốc:
| ĐỘNG CƠ:                              | WS-13 Trung Quốc | RD-93 Nga | Tỷ lệ chênh lệch |
| ------------------------------------- | ---------------- | --------- | ---------------- |
| Chiều dài (m):                        | 4,15             | 4,25      | -2.35%           |
| Đường kính (m):                       | 1,02             | 1,04      | -1.92%           |
| Trọng lượng (kg):                     | 1135             | 1055      | +7.58%           |
| Lực đẩy (đốt nhiên liệu lần hai, kN): | 86,37            | 81,3      | +6.24%           |
| Lực đẩy (bình thường, kN):            | 56,75            | 50        | +13.50%          |
| Tỷ số bỏ qua:                         | 0,57             | 0,49      | +16.33%          |

#### Bảo dưỡng động cơ
Thay vì phải phụ thuộc gửi động cơ trở lại nhà máy để xem xét toàn bộ nếu cần thay thế động cơ, động cơ máy bay có thể sẵn sàng được thay thế tại sân bay trong khoảng 2 giờ (khoảng 1 giờ 45 phút là thay thế xong), và cung cấp thiết bị bảo trì cần thiết tại mọi địa điểm.

#### Thiết bị bảo trì mặt đất
Khi so sánh với các thiết bị bảo trì mặt đất của Nga cho gia đình Flanker như Sukhoi Su-30, Trung Quốc tuyên bố rằng các thiết bị bảo trì mặt đất cho JF-17 được phát triển tại nội địa và nó có lợi thế lớn so với thiết bị của Nga hiện nay trên thị trường, và PLAAF đã bắt đầu thay thế thiết bị bảo trì mặt đất cho các máy bay thuộc dòng Flanker như Sukhoi Su-30 với những lý do sau:
- Cũng như những bản sao của phương Tây, thiết bị bảo trì mặt đất của Trung Quốc không hạn chế phục vụ một kiểu máy bay nào, thay vào đó, nó được thiết kế để phục vụ các loại máy bay, bao gồm cả máy bay dân dụng và máy bay quân sự. Khi đưa ra so sánh, đa số thiết bị bảo trì mặt đất của Nga cho máy bay thuộc dòng Flanker như Sukhoi Su-30, được chế tạo với chủ định và chỉ có thể phục vụ cho máy bay trong gia đình Flanker.
- Thiết bị bảo trì mặt đất của Trung Quốc sử dụng hệ thống điện tử bán dẫn và có độ tin cậy cao hơn.
- Thiết bị của Trung Quốc dựa vào các sản phẩm đã thương mại hóa giảm bớt những vấn đề về hậu cần vì nó tương đồng với các thiết bị thương mại khác sẵn có trong khi vẫn có cùng tiêu chuẩn quân sự.
- Vì dựa vào những sản phẩm đã thương mại hóa, nên thiết bị bảo trì mặt đất của Trung Quốc dễ mua và có giá rẻ, và quan trọng hơn, dễ vận hành, thay thế nếu hỏng hóc và chi phí vận hành rẻ hơn nhiều so với thiết bị của nga, từ ít nhất là nửa triệu cho đến một triệu USD.
- Thiết bị của Trung Quốc chấp nhận nguyên tắc trạm công tác đa nhiệm vụ tương tự như hệ thống của Hoa Kỳ, và nó cần ít thiết bị hơn so với hệ thống của Hoa Kỳ. Khi so sánh, thiết bị bảo trì mặt đất của Nga dùng cho xuất khẩu cho gia đình Flanker như Sukhoi Su-30 chỉ dùng với nhiệm vụ đơn, như vậy bắt buộc những khách hàng phải trả tiền nhiều hơn để mua sắm thiết bị bảo trì mặt đất cho mỗi kiểu máy bay, để đáp ứng được nhu cầu bảo dưỡng duy trì sự ổn định cho máy bay.
- Vì thiết kế tương tự với những hệ thống của phương Tây, thiết bị của Trung Quốc nhỏ gọn và có thể được triển khai bằng đường không tương tự như thiết bị của phương Tây. So với thiết bị của nga cho gia đình Flanker như Sukhoi Su-30 thì thiết bị của Nga quá cồng kềnh và chỉ có thể vận chuyển bằng đường bộ và không thể vận chuyển bằng máy bay vận tải.
- Thiết bị của Trung Quốc có nhiều tác dụng giống như hệ thống của phương Tây, như nó có thể được lắp trên xe tải để tăng tính cơ động, hoặc gắn vào rơmooc để giảm bớt chi phí. Với thiết bị của Nga hiện nay trên thị trường dành cho máy bay thuộc dòng Flanker như Sukhoi Su-30 mới được đặt lên xe tải từ năm 2006.
- Thay vì được chế tạo với một dây chuyền sản xuất đơn lẻ phức tạp phải liên kết với hãng sản xuất máy bay như thiết bị của Nga, dây chuyền sản xuất đầy đủ thiết bị bảo trì mặt đất của Trung Quốc được phát triển bởi các hãng sản xuất khác các thiết bị tương tự được sử dụng cho những máy bay thương mại, vì vậy khách hàng có những sự lựa chọn nhiều hơn từ các nhà cung cấp, và không phải bỏ ra quá nhiều tiền do chỉ được thỏa thuận với hãng sản xuất máy bay như trước đây. Những khách hàng của thiết bị bảo trì Trung Quốc bởi vậy mở rộng danh sách các hãng cung cấp thiết bị đến từ phương Tây nếu như họ cần phải lựa chọn những thiết bị tốt hơn.
- Quan trọng hơn, một khi hầu hết thiết bị bảo trì của Trung Quốc có thể được dùng cho máy bay dân sự, nó sẽ không phải chịu những lệnh trừng phạt quân sự, giống như những thiết bị của Nga thường không thể cung cấp cho một số quốc gia phải chịu lệnh trừng phạt quân sự, do thiết bị đó chỉ đơn thuần được dùng cho quân sự.
- Với việc sử dụng được cho cả máy bay dân sự đối với các thiết bị của Trung Quốc, cũng có nghĩa rằng thiết bị này có thể được tốt hơn và giảm bớt chi phí hoạt động tương tự như các thiết bị của phương Tây. So với các thiết bị của Nga bị hạn chế chỉ dùng cho máy bay quân sự, nó cũng chỉ hạn chế dùng cho một dòng máy bay quân sự nhất định.
- Thiết bị bảo trì mặt đất của Trung Quốc cũng được thiết kế mô-đun như các hệ thống của phương Tây, do đó nó dễ dàng tùy chọn nhiều thiết bị phụ nếu sẵn có, và nó dễ dàng hợp nhất vào hệ thống bằng việc thay thế những thứ cũ kỹ thay vào đó là các bộ phận mới hơn.

### JF-17 của Không quân Pakistan
50 chiếc JF-17 đầu tiên bắt đầu phục vụ trong Không quân Pakistan (PAF) sẽ chỉ hợp nhất với hệ thống điện tử hàng không và vũ khí của Trung Quốc. Những nâng cấp kế tiếp sẽ được thực hiện trên những chiếc JF-17 của PAF cứ năm năm một lần, kế hoạch nâng cấp bao gồm hệ thống tìm kiếm và theo dõi hồng ngoại (IRST), tiếp nhiên liệu trên không (IFR), thay đổi động cơ từ RD-93 của Nga sang loại WS-13 của Trung Quốc, và một số đặc tính giảm phản xạ sóng radar.
Ngoài 50 chiếc JF-17 đầu tiên, những chiếc JF-17 còn lại của PAF có thể sẽ trang bị hệ thống điện tử hàng không và radar của Châu Âu. Pakistan đã bắt đầu điều đình với các công ty quốc phòng của Vương quốc Anh và Ý về hệ thống điện tử hàng không và ECM/EW cho JF-17. Thật ra, một trong những tùy chọn cho JF-17 là radar Grifo S7 của Italy.
4 chiếc đầu JF-17 đầu tiên đã được chuyển giao cho Pakistan và đây là phần đầu cho đơn đặt hàng 150 chiếc đầu tiên. PAF dự định sẽ nhanh chóng thành lập các phi đội JF-17 với số lượng từ 200 đến 250 chiếc.

### Hệ thống vũ khí
Tất cả các hệ thống vũ khí đều được thiết kế để tương thích với hệ thống của phương Tây (như hỗ trợ đường truyền dữ liệu MIL-STD-1760), cũng như các hệ thống của Trung Quốc và Pakistan.

#### Vũ khí không đối không
JF-17 là một máy bay tiêm kích được định hướng xuất khẩu chính của Trung Quốc và Pakistan, như vậy nó có thể được chế tạo theo yêu cầu đặc biệt của khách hàng và sử dụng các hệ thống vũ khí đa dạng của cả Trung Quốc và phương Tây.
Đây bao gồm những tên lửa không đối không ngoài tầm nhìn (BVRs).
Vũ khí không phải của Trung Quốc:
- R-Darter BVR-AAM (đưa ra tại IDEAS 2006, Karachi, Pakistan)
- A-Darter WVR-AAM (đưa ra tại IDEAS 2006, Karachi, Pakistan)
- IRIS-T WVR-AAM (đưa ra tại IDEAS 2006, Karachi, Pakistan)
- AIM-9L/M SidewinderWVR-AAM
- AIM-7F Sparrow BVR-AAM
- AIM-120C BVR-AAM

Vũ khí Trung Quốc:
- PL-9 cho chiến đấu trong tầm nhìn
- SD-10 BVRAAM cho chiến đấu ngoài tầm nhìn

#### Vũ khí không đối đất
Ngoài những loại rocket và bom không dẫn đường, JF-17 còn có thể lắp đặt những vũ khí dẫn đường chính xác khác, như:
Vũ khí không phải của Trung Quốc:
- DPGM (bom dẫn đường chính xác) - Denel (Nam Phi)
- Raptor-I bom lượn tầm xa được dẫn đường chính xác (60 km) - Denel (Nam Phi)
- Raptor-II bom lượn tầm xa được dẫn đường chính xác (120 km) - Denel (Nam Phi)
- Tên lửa chống tàu như Exocet và Boeing Harpoon.
- Loạt bom dẫn đường bằng tia laser KAB của Nga (những loại bom này của Nga không thể đặt trực tiếp lên các giá treo vũ khí như vũ khí của phương Tây hay Trung Quốc, thay vào đó, JF-17 sẽ được bổ sung những rãnh đặc biệt để treo các loại vũ khí này)

Vũ khí của Pakistan:
- H-2 bom lượn (60 KM)
- H-4 bom lượn (120 KM)
- Ra'ad tên lửa hàng trình (350 KM)
- HAFR-2 bom tấn công đường băng sân bay

Vũ khí Trung Quốc:
- Loạt bom dẫn đường FT (Fei Teng) sử dụng GPS
- LT (Lei Ting) bom dẫn đường laser
- Loạt bom lượn LS (Lei Shi) sử dụng GPS
- C-101 tên lửa chống tàu siêu âm
- FL-7 tên lửa chống tàu siêu âm
- C-701 tên lửa không đối đất
- TL-10 tên lửa chống tàu với lượng choán nước là 500 tấn
- TL-6 tên lửa chống tàu với lượng choán nước là 1.000 tấn
- C-704 tên lửa chống tàu với lượng choán nước là 3.000-4.000 tấn
- C-801/802 tên lửa chống tàu với lượng choán nước trên 4.000 tấn

Mọi vũ khí dẫn đường chính xác trong danh sách trên hoặc được dẫn đường bằng GPS hoặc bằng radar, và khi vũ khí dẫn đường bằng vô tuyến hoặc laser được triển khai, thêm vào đó là thiết bị chỉ thị mục tiêu quang điện tử như Blue Sky của Trung Quốc, sẽ phải mang bên ngoài để cung cấp hướng dẫn đường đi và thông tin mục tiêu.

## Các mẫu thử nghiệm và vai trò
| Tên gọi       | Vai trò                                                      |
| ------------- | ------------------------------------------------------------ |
| Nguyên mẫu-01 | Bay xác minh hiệu suất                                       |
| Nguyên mẫu-02 | Thử nghiệm tĩnh trên mặt đất và trọng tải                    |
| Nguyên mẫu-03 | Bay xác minh hiệu suất                                       |
| Nguyên mẫu-04 | Thử nghiệm hệ thống điện tử và vũ khí hợp nhất               |
| Nguyên mẫu-05 | Thử nghiệm khả năng chịu đựng (thử nghiệm tĩnh trên mặt đất) |

## Các quốc gia sử dụng

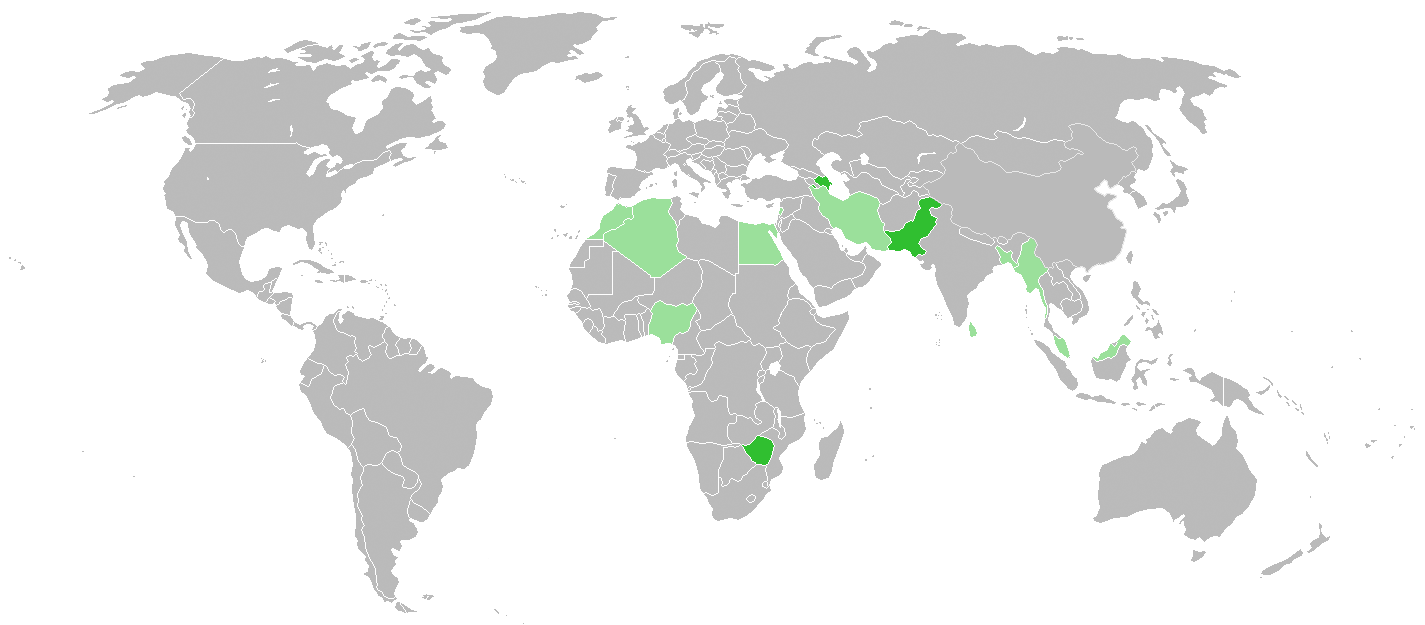
Các quốc gia sử dụng JF-17 Thunder. - Quốc gia hiện đang sử dụng, đang sản xuất hoặc đã đặt hàng JF-17 có màu xanh đậm. Khách hàng tiềm năng có màu xanh nhạt.

Danh sách các quốc gia đặt mua JF-17:
- Pakistan
  - Không quân Pakistan - 4 chiếc đã được chuyển giao; 150 chiếc đang đặt mua trong kế hoạch[7]
- Trung Quốc
  - Không quân Quân giải phóng Nhân dân - đang đánh giá thử nghiệm cho PLAAF
- Zimbabwe
  - Không quân Zimbabwe - 12 đặt mua vào năm 2004. Đang đợi để chuyển giao
- Azerbaijan
  - Không quân Azerbaijan - 24 đặt mua vào năm 2007. Đang đợi để chuyển giao[15]

### Khách hàng tiềm năng
Các lực lượng không quân quan tâm đến JF-17 Thunder:
- Ai Cập
  - Không quân Ai Cập
- Algérie
  - Không quân Algérie
- Bangladesh
  - Không quân Bangladesh
- Iran
  - Không quân Cộng hòa Hồi giáo Iran
- Liban
  - Không quân Liban
- Myanmar
  - Không quân Myanma
- Nigeria
  - Không quân Nigeria
- Sri Lanka
  - Không quân Sri Lanka
- Campuchia
  - Không quân Hoàng gia Campuchia

Ngoài Pakistan, một nước có quan hệ khá thân thiết với Cộng hòa nhân dân Trung Hoa thì các nước đã tỏ ý quan tâm và dự tính mua JF-17 khác đang do dự vì những vấn đề lớn trong ngành công nghiệp hàng không Trung Quốc như: Các hệ thống chưa được chứng minh, không có động cơ đáng tin cậy và sự đảm bảo về những hỗ trợ sau khi mua. JF-17 được trang bị động cơ RD-93 của Nga vì thế các nước mua loại máy bay này không những sẽ phải lo về quan hệ với Trung Quốc mà còn phải lo quan hệ với cả Nga để có thể bảo trì và phụ tùng thay thế khi cần. Chính việc này làm giảm đáng kể khả năng Trung Quốc trong việc cố đẩy mạnh doanh số bán loại máy bay này. Và vì chưa có nước nào thực sự ký hợp đồng mua JF-17 ngoài Pakistan nên Trung Quốc đã đặc kỳ vọng vào một loại máy bay khác bằng cách phát triển J-31.
JF-17 đang lại gặp khó khăn trong việc tìm kiếm khách hàng. Trên thực tế, một phần nguyên nhân khiến các chương trình mua sắm quốc phòng trên thế giới né tránh loại máy bay này bởi nó không chỉ "vô danh" mà còn chưa chứng minh được khả năng hoạt động rộng rãi. dù JF-17 có thể là một lựa chọn hoàn toàn phù hợp với nhu cầu của Không quân Ai Cập nhưng chính phủ nước này vẫn chọn mẫu máy bay đắt đỏ hơn khi mà các máy bay chiến đấu của Nga và châu Âu tuy đắt hơn những đã chứng minh được khả năng và độ tin cậy lớn hơn nhiều so với JF-17. Nếu JF-17 không thể cạnh tranh được trên nền tảng giá cả, nó có thể sẽ thất bại hoàn toàn.

## Thông số kỹ thuật
Phần thông số kỹ thuật vẫn còn sơ sài. Bạn có thể mở rộng phần này.

### Đặc điểm riêng
- Phi đoàn: 1
- Chiều dài: 14.97 m (49 ft 1 in)
- Sải cánh: 9.46 m (31 ft 0 in)
- Chiều cao: 4.77 m (15 ft 8 in)
- Diện tích cánh: 24.4 m² (ft²)
- Trọng lượng rỗng: 6.320 kg (14.220 lb
- Trọng lượng cất cánh: 9.100 kg (20.062 lb)
- Trọng lượng cất cánh tối đa: 12.700 kg (27.337 lb)
- Động cơ: 1× RD-93 (49.4 kN - 81.3 kN khi đốt nhiên liệu lần hai) 8.290 kgf (18.277 lbf)

### Hiệu suất bay
- Vận tốc cực đại: Mach 1.8[18] (1.120 mph)
- Tầm bay: 3.000 km (1.864 mi)
- Trần bay: 16.700 m (54.790 ft)
- Vận tốc lên cao: 300 m/s
- Lực nâng của cánh: kg/m² (lb/ft²)
- Lực đẩy/trọng lượng: 0,96

## Nội dung liên quan

### Máy bay có chung sự phát triển
- Chengdu J-7

### Máy bay có tính năng tương đương
- AIDC F-CK-1 Ching-kuo
- F-16 Fighting Falcon
- F/A-18 Hornet
- F-20 Tigershark
- HAL Tejas

Bản mẫu:Pakistan Armed Forces